# Sønder Rind
Sønder Rind – miasto w Danii, w regionie Jutlandia Środkowa, w gminie Viborg.